# Maschinenfabrik Oerlikon

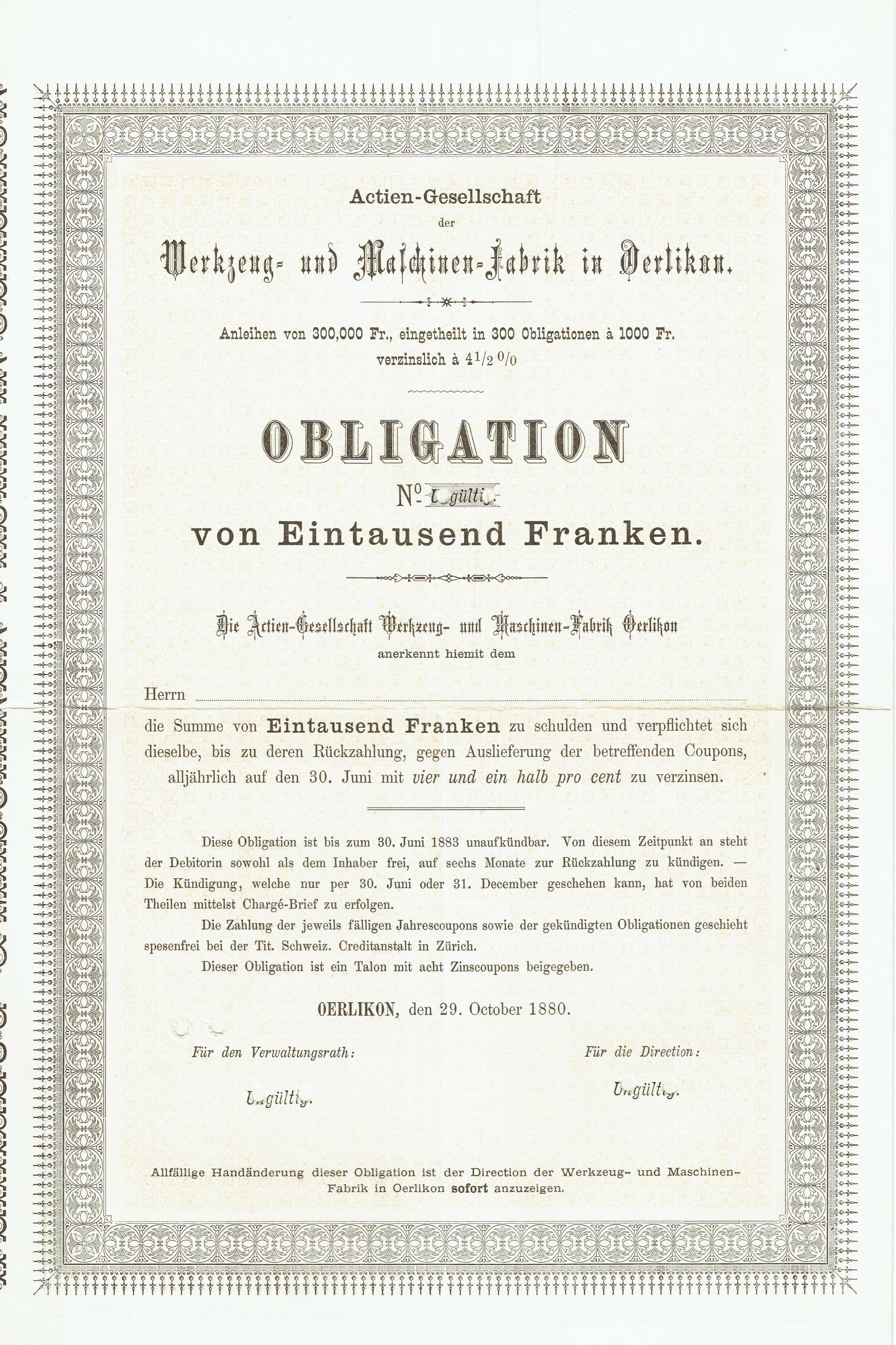
Blankette einer Obligation der Werkzeug- und Maschinen-Fabrik Oerlikon vom 29. Oktober 1880

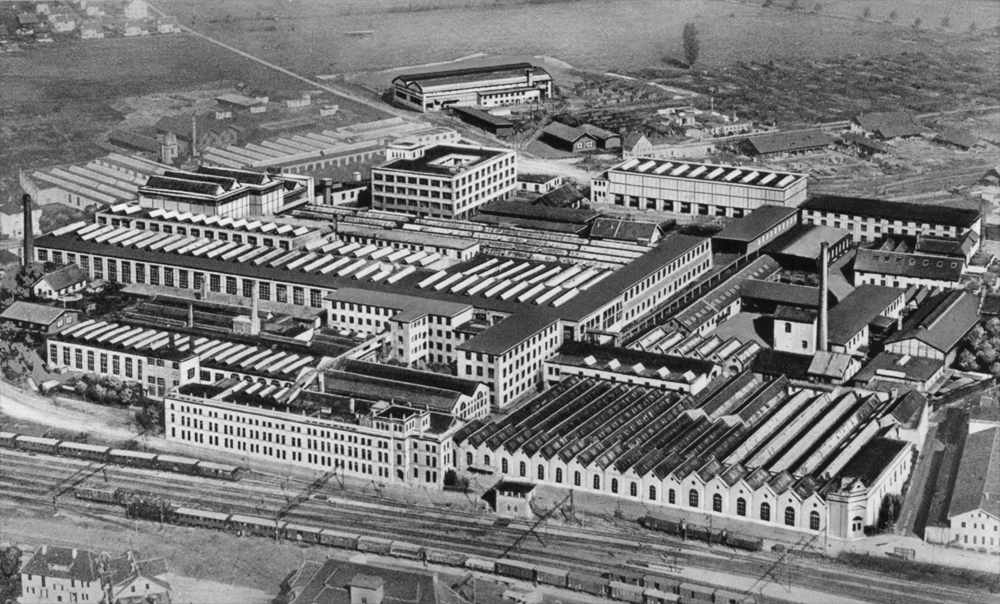
Die Maschinenfabrik Oerlikon 1930

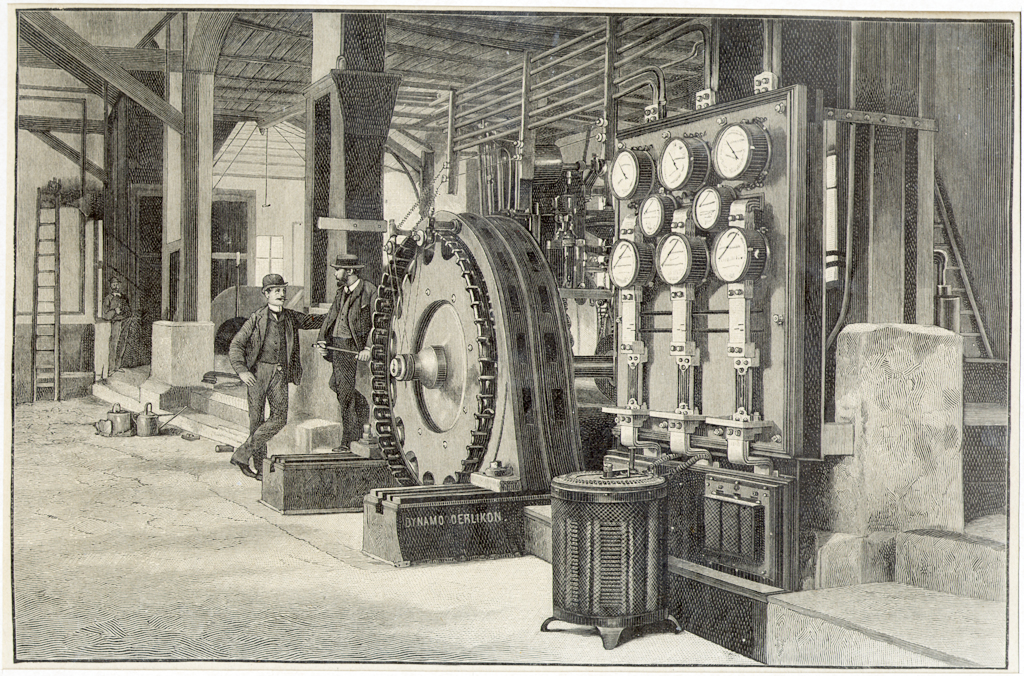
Der Generator des Kraftwerks in Lauffen am Neckar, zeitgenössischer Holzstich

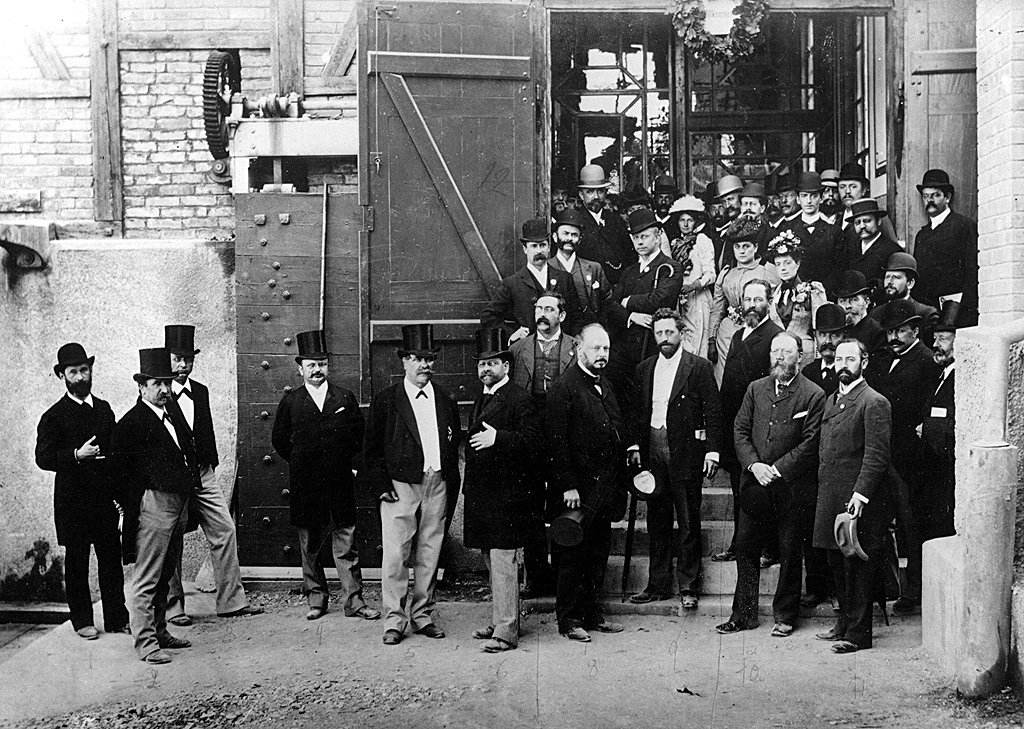
Der Firmengründer und damalige Leiter der Maschinenfabrik Oerlikon, Peter Emil Huber-Werdmüller, (2. Reihe, 4. von rechts) besucht am 12. September 1891 mit weiteren Prominenten das erste Drehstromkraftwerk in Lauffen am Neckar, das für die Internationale Elektrotechnische Ausstellung in Frankfurt am Main installiert wurde.

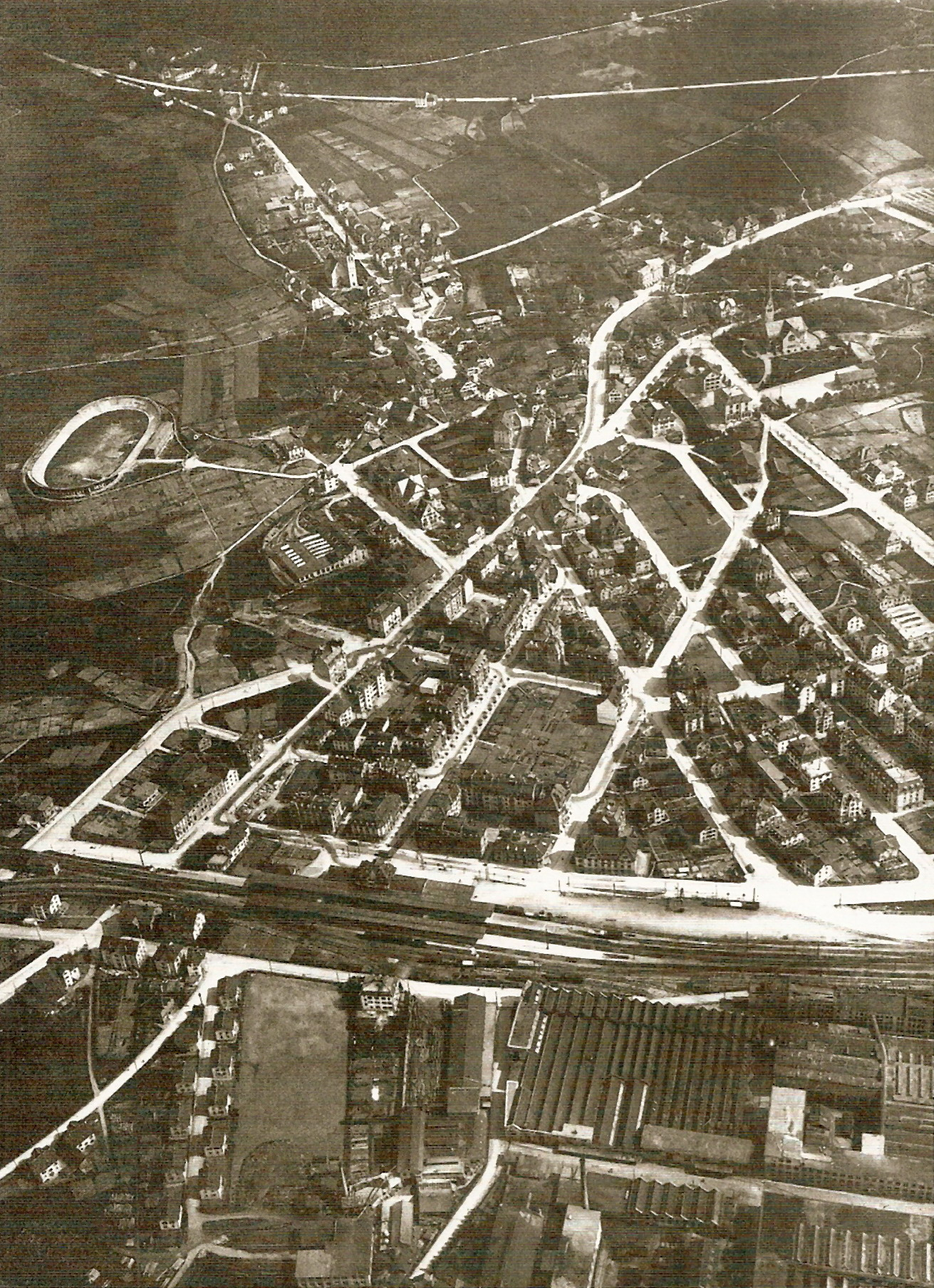
Zürich-Oerlikon auf einer Luftbildfotografie von Walter Mittelholzer, am unteren Bildrand der Bahnhof Oerlikon mit dem MFO-Gelände, um 1920

Die Maschinenfabrik Oerlikon (MFO) war ein schweizerisches Unternehmen, das 1876 von Peter Emil Huber-Werdmüller unter dem Namen Werkzeug- und Maschinenfabrik Oerlikon mit Sitz in Oerlikon gegründet wurde. Die MFO stellte vor allem Werkzeuge, Maschinen, Turbinen sowie den elektrischen Teil von Lokomotiven her, so auch den des legendären SBB-Krokodils. Die später mit dem Bau von Kanonen bekannt gewordene Unternehmung Oerlikon-Bührle spaltete sich 1906 ab. 1967 wurde die MFO von Brown, Boveri & Cie. (BBC), die später in der ABB aufging, übernommen. Die ABB hat ihren Sitz bis heute in Zürich Oerlikon.

## Geschichte
Charles Brown leitete 1884/85 den Aufbau einer elektrotechnischen Abteilung. Er brachte seine Söhne Charles Eugene Lancelot und Sidney William ins Unternehmen. Der Name Maschinenfabrik Oerlikon MFO wurde 1886 angenommen. Charles E. L. Brown und Walter Boveri arbeiteten bei der MFO als Chefelektriker und später Leiter der Montageabteilung, bis sie 1891 die Brown, Boveri & Cie (BBC) in Baden gründeten.
1891 präsentierte die MFO auf der Elektrizitätsausstellung in Frankfurt die erste Hochspannungsleitung über 175 Kilometer Distanz. Dies war die erste Fernübertragung von Elektrizität. Das eigens dafür installierte Wasserkraftwerk stand in Lauffen am Neckar.
Ende Oktober 1897 nahm die von der MFO gebaute Strassenbahn Zürich–Oerlikon–Seebach ihren Betrieb auf.
Die MFO führte 1905 bis 1909 auf der SBB-Strecke Seebach–Wettingen ihre international beachteten Versuche zur elektrischen Zugförderung mit Einphasen-Wechselstrom durch. Die Spannung der Fahrleitung betrug 15 kV mit zuerst einer Frequenz von 50 Hz, die am 11. November 1905 auf 15 Hz gesenkt wurde. Die Lokomotiven waren vor dem Frequenzwechsel mit rotierenden Umformern und Gleichstrom-Fahrmotoren ausgerüstet, danach mit Einphasen-Direktmotoren. Die Versuche fanden unter der Leitung von Emil Huber-Stockar, dem damaligen Direktor der MFO statt, die Technik wurde von Hans Behn-Eschenburg, dem späteren technischen Generaldirektor der MFO,  betreut.
Lange Zeit war die MFO der grösste Arbeitgeber im Raum Zürich. Nach dem Ersten Weltkrieg entstanden die sogenannten Krokodil-Lokomotiven.
1906 wurde die Produktion von Werkzeugmaschinen und Eisenbahnbremsausrüstungen in die neu gegründete Werkzeugmaschinenfabrik Oerlikon (SWO) ausgegliedert, die später im Volksmund als Oerlikon-Bührle bezeichnet wurde. Die SWO wurde 1937 vom deutschen Industriellen Emil Georg Bührle übernommen und in Werkzeugmaschinenfabrik O. & Co. umbenannt. Sie stieg in der Zwischenkriegszeit zum führenden Rüstungsunternehmen der Schweiz auf und stellte z.Bsp. die bekannten 20-mm- und 35-mm-Flugabwehrkanonen her. Die MFO hingegen übernahm 1906 die elektrotechnische Abteilung der Firma Rieter.
1967 wurde die MFO von Brown, Boveri & Cie. übernommen, einem Unternehmen, das von ehemaligen Angestellten gegründeten worden war. Dieses fusionierte 1988 mit ASEA zur globalen ABB. Im Jahre 1996 entstand aus dem Zusammenschluss der Verkehrstechniksparten von ABB und Daimler-Chrysler die ABB Daimler Benz Transportation. Nach dem vollständigen Rückzug von ABB wurde die Firma 1999 in Daimler-Chrysler Rail Systems umbenannt und schliesslich 2001 an Bombardier verkauft. Nachdem Bombardier mit dem Flugzeugprojekt CSeries in Schwierigkeiten geraten war und sich neu aufstellen musste, ging der Schienenbereich 2021 an Alstom.
Die Erinnerung an den ehemaligen Lokomotivbau der MFO wird durch eine Krokodillokomotive aus dem Jahr 1920 aufrechterhalten. Diese wurde am 15. Juni 2020 an der Birchstrasse auf dem Vorplatz des PWC-Gebäudes als Denkmal aufgestellt.

### Gebäudeverschiebung
Inzwischen befindet sich auf dem Areal der ehemaligen Maschinenfabrik Oerlikon unter anderem der MFO-Park.
Das mittlerweile umgenutzte ehemalige Verwaltungsgebäude der MFO beim Bahnhof Oerlikon wurde im Zuge des Ausbaus der Durchmesserlinie Zürich Ende Mai 2012, als grösstes je in Europa verschobenes Gebäude, um 60 Meter an einen neuen Standort verschoben. Die Verschiebung wurde unter der Bauherrschaft von Swiss Prime Site durch die Iten AG durchgeführt.
Die gesamte Gebäudeverschiebung wurde von diversen Medienanstalten der Schweiz und grossem Besucherandrang mit grosser Aufmerksamkeit verfolgt. Schweiz aktuell übertrug in mehreren Sondersendungen während der zwei Tage die Gebäudeverschiebung live im Fernsehen. Das heutige Restaurant Perron 9 zeigt auf seinen Webseiten Filme der Verschiebung.

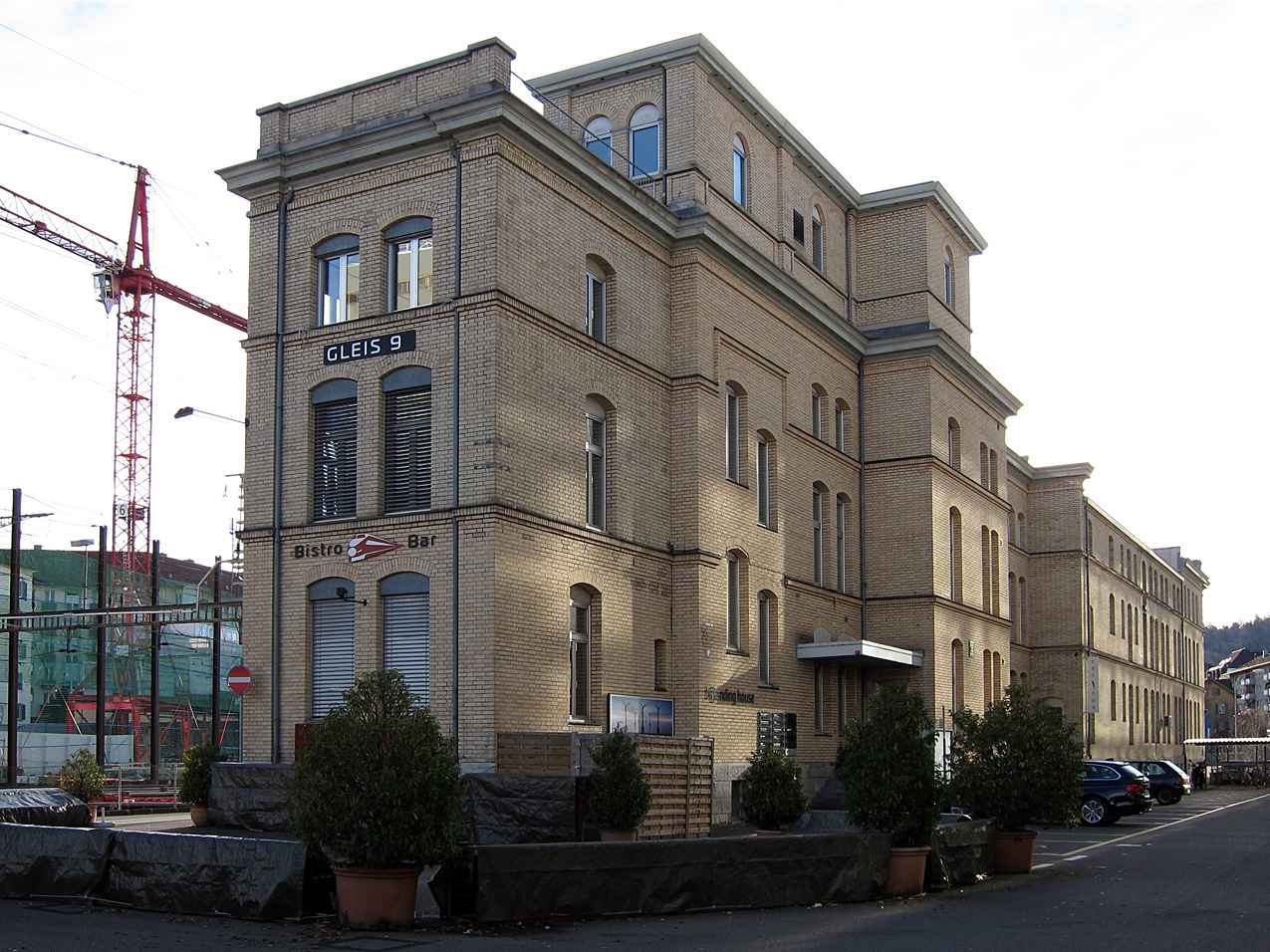
Ehemaliges Verwaltungsgebäude der MFO beim Bahnhof Oerlikon (heute Restaurant Perron 9 und  Bistro Gleis 9)
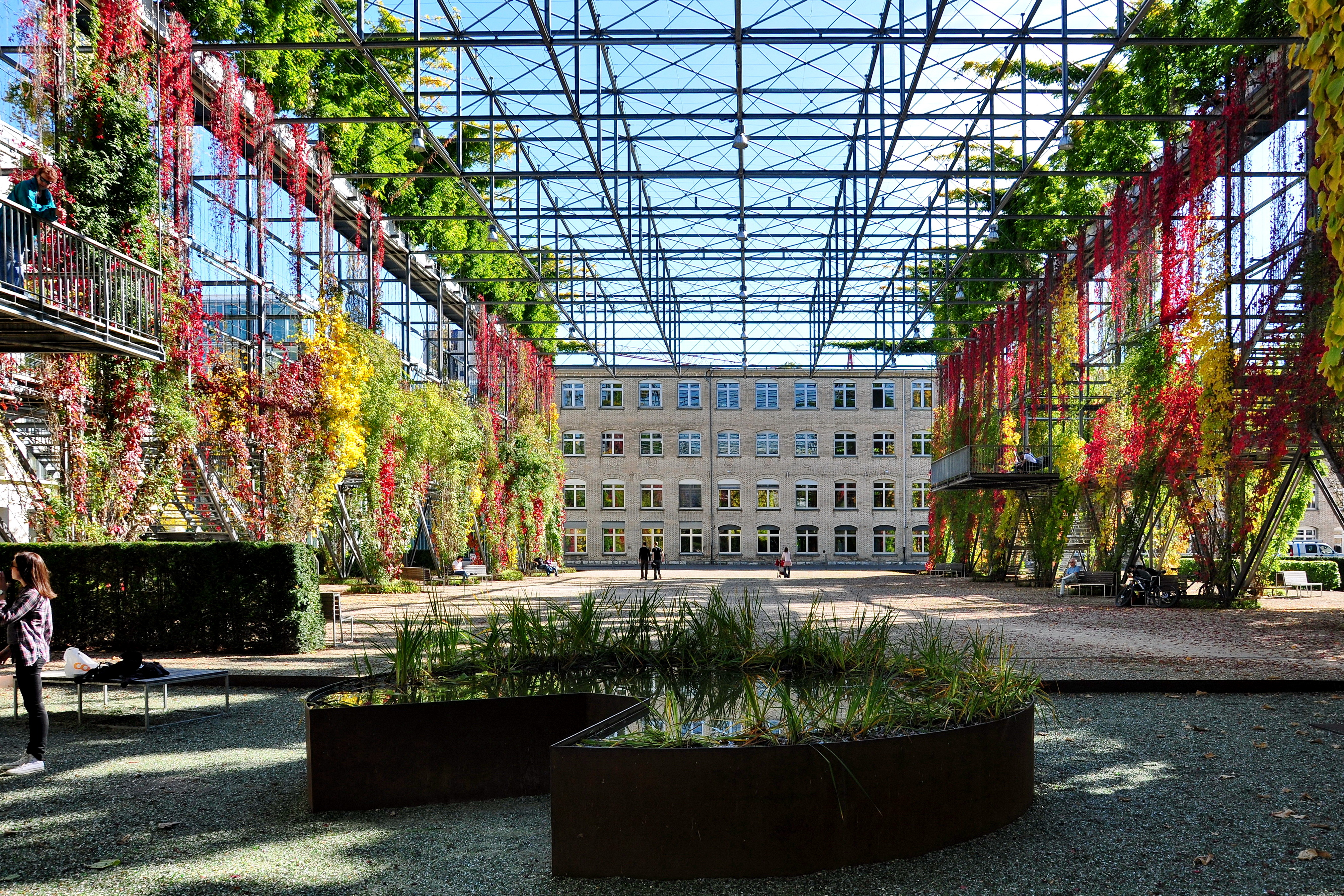
Ansicht vom MFO-Park
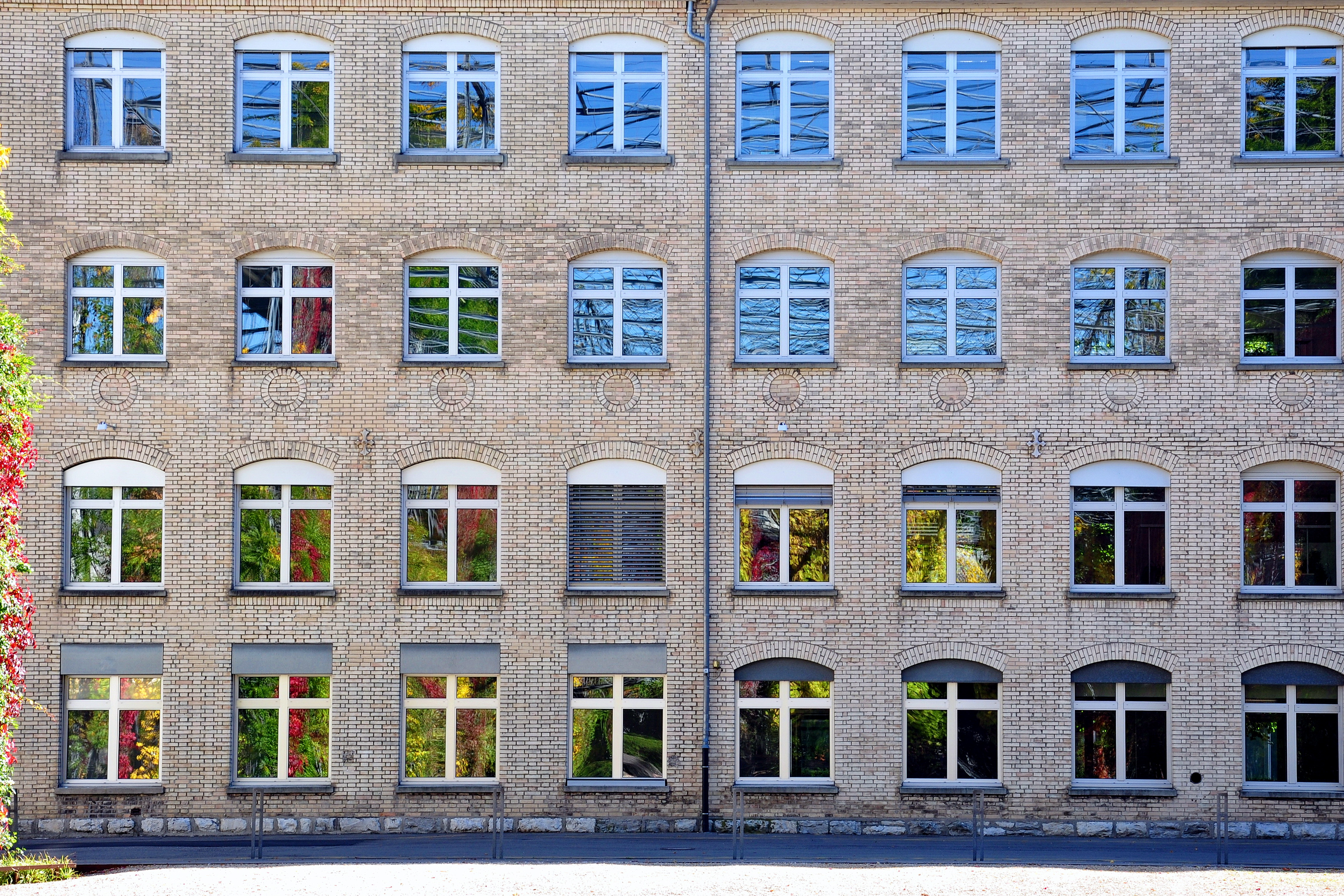
Fassade des MFO-Gebäudes (2010)
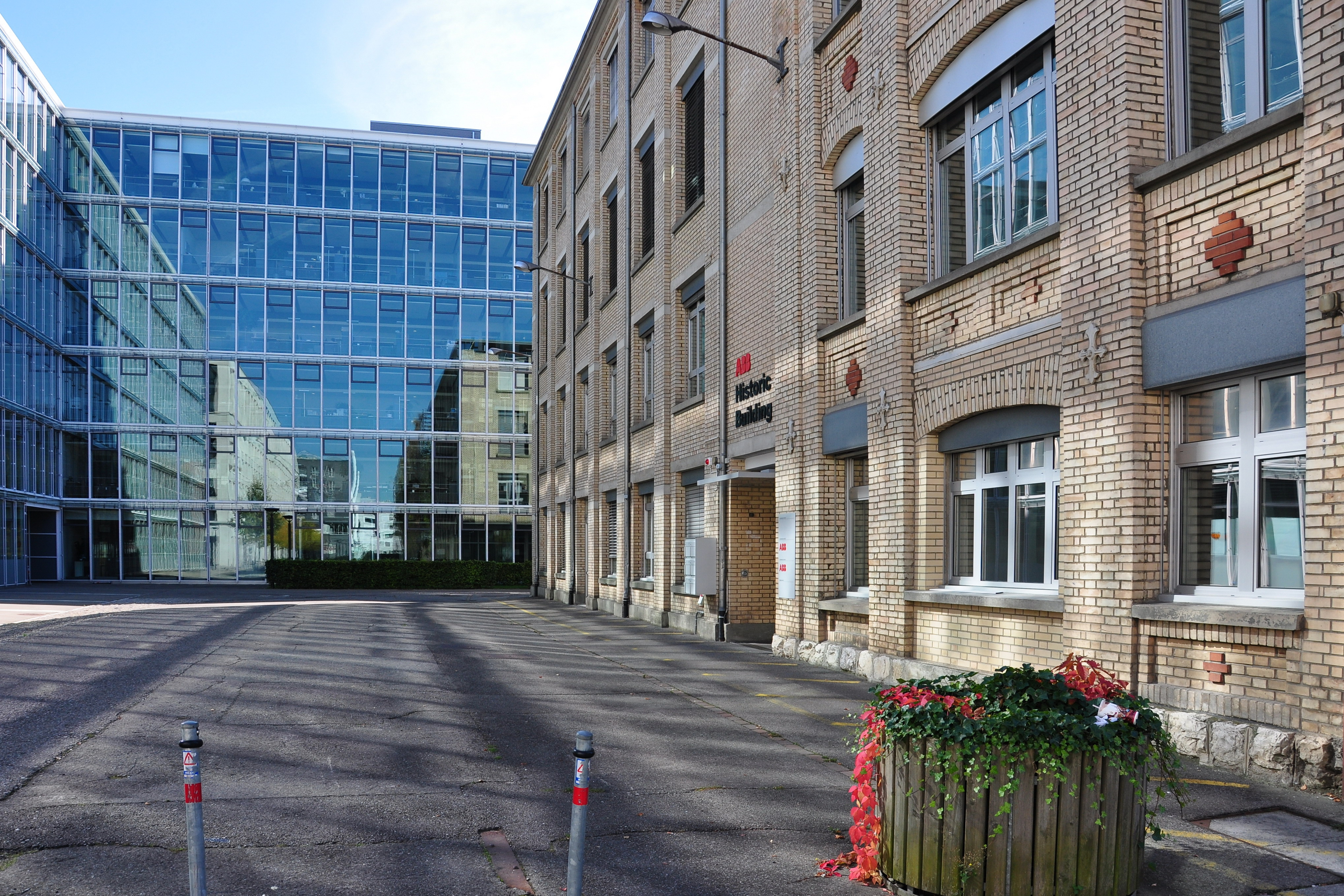
Historische und moderne Gebäude im MFO-Park
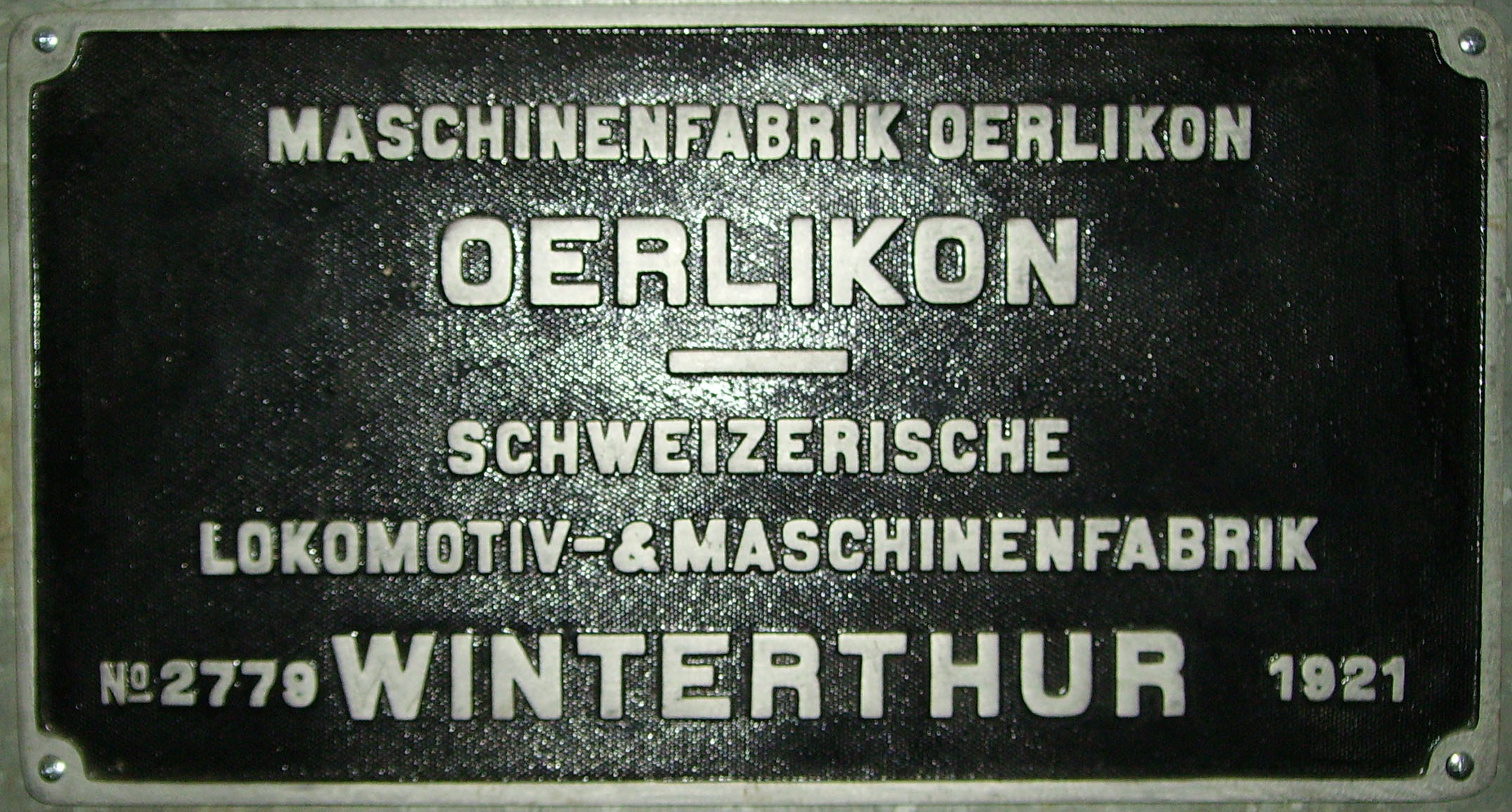
Typenschild eines akkumulatorbetriebenen MFO-Traktors (1921)
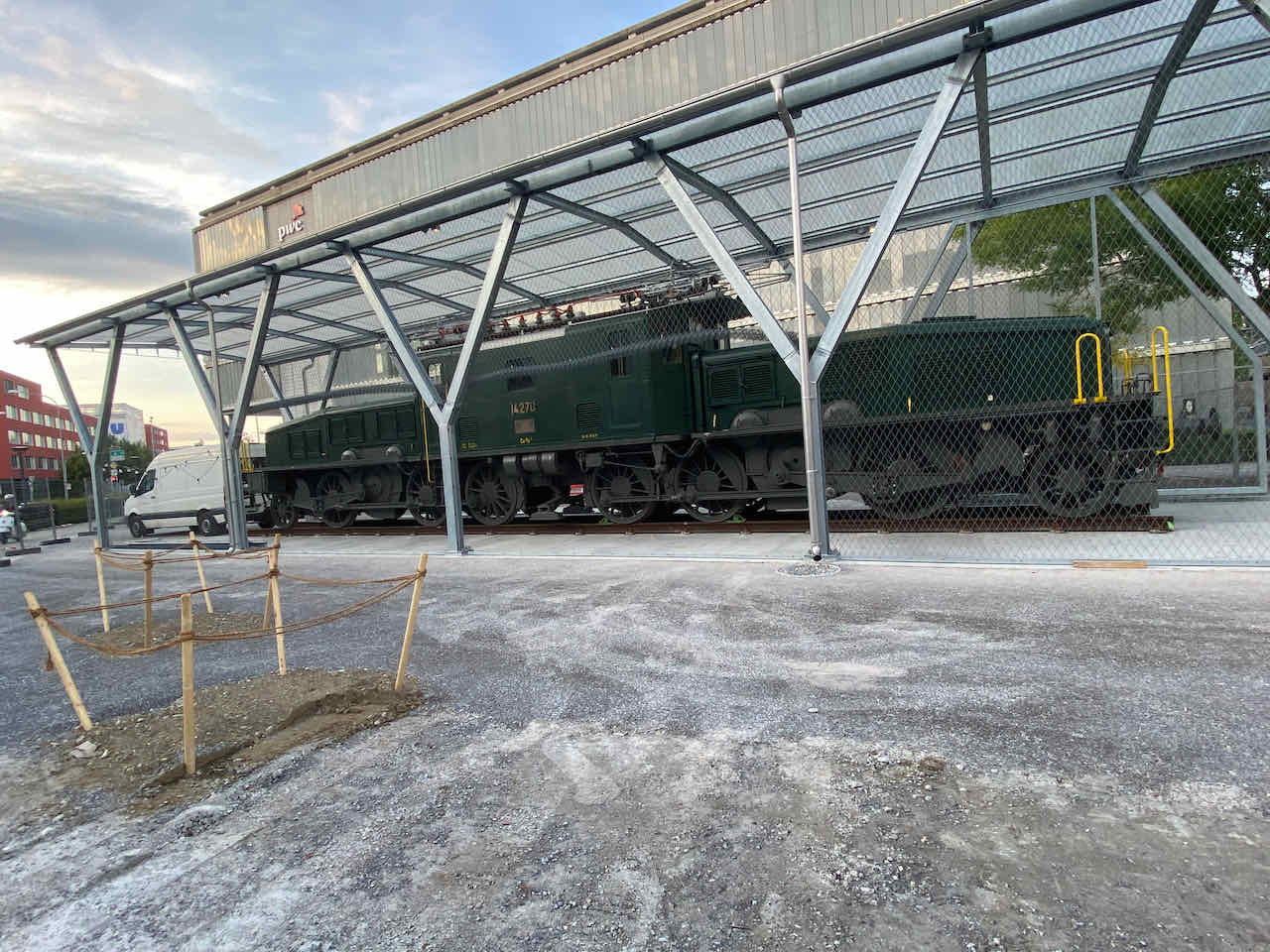
Lokomotive Ce 6/8" «Krokodil» Nr. 14270 in ihrem «Käfig»